# سو فالز (داکوتای جنوبی)
سو فالز (Sioux Falls) بزرگ‌ترین شهر ایالت داکوتای جنوبی آمریکا است.
جمعیت این شهر ۱۴۲۳۹۶ تفر (در سال ۲۰۰۶) است که با این حساب ۱۶۶اُمین شهر پرجمعیت در ایالات متحده است.
سو فالز در مرکز یک ناحیه کلان‌شهری با جمعیت ۲۲۳ هزار نفر قرار دارد.
شهر سو فالز در میان علفزارهای دشت‌های بزرگ و در تقاطع آزادراه‌های آی-۹۰ و آی-۲۹ آمریکا واقع شده‌است.